# 中国人民解放军开国大校
中国人民解放军开国大校，是指1955年至1965年中国人民解放军第一次实施军衔制时授予的大校军衔军官。

## 1955年－1965年间被授予大校军衔的军官名单
1955年至1965年先后授于或晋升大校1840名。1965年废除军衔制时留在军队的干部套改为“行政级别”，首批授予大校军衔与晋升少将的相同都为行政九级。晋升大校军衔则定行政十级。

### 1955年授予
1952年开始酝酿实施军衔制。按当时的规定，授予大校军衔者多数是1952年被评为正师级的干部，也有少数抗战时期入伍的准军级和个别副军级干部，还有少部分红军时期入伍的副师级干部。1955年9月授予（包含中国人民志愿军1956年9月首次授予大校军衔）1286名大校军衔。占当时准尉以上军官人数的0.2%，仅为授予少将人数的1.6倍。

### 1955年后至1965年晋升大校名单
1961年晋升218名，1962年晋升12名，1963年晋升3名，1964年晋升321名。

## 1955年至1965年大校晋升少将名单
1955年11月－1958年10月之间相继授予的8位少將是：
- 周子禎（1955年11月授予）
- 慕生忠（1955年12月授予）
- 凱墨·索南旺堆（1956年3月12日授予）
- 黃鵠顯（1956年6月13日授予）
- 白天（1957年3月26日授予）
- 王鳳梧（1957年9月20日授予）
- 王赤軍（1958年1月10日授予）
- 桑頗·才旺仁增（1958年10月授予）

### 1961年晋升
1961年—1963年之间，共晋升233名大校軍官為少將軍銜。
其中1961年8月晋升的218位少将名单是：
丁甘如、丁本淳、于笑虹、马冠三、王文、王亢、王晓、王大华、王全珍、王庆生、王作尧、王泮清、王定烈、王学武、王绍渊、王砚泉、王焕如、王黎生、方中铎、邓可运、邓忠仁、孔峭矾、尹明亮、左爱、龙炳初、龙振彪、叶超、叶泰清、叶道友、卢文新、史进前、史景班、冯仁恩、冯丕成、冯维精、兰廷辉、边疆、吕清、吕仁礼、吕炳安、吕黎平、朱士焕、朱春和、朱家胜、任思忠、邬兰亭、刘克、刘林、刘瑄、刘镇、刘大煜、刘月生、刘发秀、刘国柱、刘善福、刘静海、刘耀宗、江波、江峰、江鸿海、许培仁、祁开仁、阮汉清、孙正、孙干卿、孙继争、杜屏、杜西书、杜瑜华、来光祖、李彬、李静、李长如、李永悌、李发应、李君彦、李际泰、李国良、李定灼、李振邦、李梓斌、李懋之、杨力、杨卓、杨文安、杨世荣、杨怀珠、杨国宇、杨思禄、杨辉图、萧平、萧森、萧锋、萧大荃、萧荣昌、萧德明、吴罡、吴克之、吴钊统、吴纯仁、吴树声、吴振挺、何家产、余潜、汪祖美、宋学飞、张华、张英、张明、张钧、张衍、张乃更、张力雄、张子明、张如三、张怀忠、张宜爱、张树才、张显扬、张缉光、张蕴钰、张震寰、陈挺、陈祥、陈彬、陈中民、陈亚夫、陈其通、林真、林茂源、范保顺、欧阳奕、罗厚福、罗洪标、周涌、周则盛、周家美、郑友生、郑旭煜、郑贵卿、相炜、胡炜、胡云生、胡友之、胡立声、胡秉权、胡鹏飞、赵汇川、赵易亚、赵承丰、赵炳伦、赵晓舟、赵遵康、钟发生、侯正果、段思英、姜钟、姚克佑、贺俊侦、桂绍忠、耿锡祥、袁彬、袁福生、柴成文、徐明、徐介藩、徐光友、殷国洪、郭廷万、郭延林、高锐、高立忠、高德西、席舒民、唐明、梅盛伟、黄厚、黄经耀、曹中南、曹灿章、崔文斌、符先辉、康庄、康林、梁军、梁金华、梁辑卿、韩庄、彭方复、彭施鲁、董超、董志常、董启强、程明、程启文、程登志、温先星、曾凡有、曾庆良、曾新泮、谢正浩、谢忠良、赖达元、靳虎、蒲大义、雷钦、雷英夫、雷起云、訾修林、路扬、鲍启祥、鲍奇辰、詹少联、廖仲符、黎同新、颜伏、薛克忠、魏国运
1962年—1963年晋升的15位少将为：
- 余光文（1962年1月3日授予）
- 张挺（1962年2月24日由大校晋升）
- 宋烈（1962年6月27日授予）
- 郑汉涛（1962年7月7日授予）
- 严家安（1962年7月24日由大校晋升）
- 罗斌（1962年7月24日由大校晋升）
- 刘福（1962年7月24日由大校晋升）
- 王元和（1962年7月24日由大校晋升）
- 李士怀（1962年7月24日由大校晋升）
- 宁贤文（1962年7月24日由大校晋升）
- 罗有荣（1962年7月24日由大校晋升）
- 张世盖（1962年7月24日由大校晋升）
- 吴杰（1963年5月27日授予）
- 王阑西（1963年5月27日授予）
- 刘西尧（1963年5月27日授予）

### 1964年晋升
1964年及1965年共有321名中国人民解放军将领晋升为少将。
318名少将是在1964年4月2日由大校军官晋升为少将军衔。其中李健少将的军衔后不被承认，直到1987年5月20日由中央军委确认“李健同志的少将军衔有效”。所以早期一些资料多记载为317位。
丁钊、于侠、于敬山、马宁、马杰、马洪山、王展、王猛、王新、王德、王璞、王万金、王子修、王文英、王世仁、王扶之、王希克、王良恩、王茂全、王香雄、王振东、王海廷、王海清、王银山、王淮湘、王道全、王毓淮、王静敏、韦统泰、毛少先、毛会义、毛和发、牛化东、牛明智、文击、方铭、方震、方明胜、方毅华、邓经纬、孔瑞云、石瑛、石一宸、石敬平、叶松盛、卢燕秋、田维新、申涵、冉泽、丛蓉滋、白云、白辛夫、白崇友、司中峰、邢荣杰、毕庆堂、吕义山、吕士英、吕作松、曲竟济、朱玉学、朱玉庭、朱兆林、朱启祥、朱直光、朱家璧、朱致平、朱鹤云、伍生荣、伍国仲、任茂如、伊文、华楠、刘汉、刘苏、刘忍、刘友光、刘世昌、刘世洪、刘世湘、刘光涛、刘光裕、刘华春、刘自双、刘国辅、刘佩荣、刘春山、刘振华、刘善本、刘瑞方、刘德才、江潮、江民风、江含章、江学彬、许诚、许志奋、阳自碧、孙俊人、纪亭榭、杜彪、杜海林、扶廷修、苏克之、苏宏道、苏锦章、李元、李伟、李改、李明、李大同、李大清、李大磊、李元明、李文一、李孔亮、李丕功、李东野、李光军、李仲麟、李克忠、李忠信、李树荣、李宏茂、李铁砧、李雪炎、李道之、李福尧、李镜如、杨弃、杨恬、杨森、杨广立、杨介人、杨以山、杨有山、杨克武、杨虎臣、杨明山、杨家保、杨斯德、肖友明、肖志贤、肖选进、肖剑飞、别祖后、吴肃、吴恺、吴彪、吴仕宏、吴永光、吴效闵、何云峰、何友发、邱岗、余致泉、余嗣贵、辛国治、汪洋、汪运祖、沙风、沈鸿林、宋治民、张午、张英、张政、张峰、张翼、张子珍、张天恕、张少虹、张中如、张水发、张玉华、张加洛、张西鼎、张行忠、张向善、张志勇、张志毅、张伯祥、张英明、张贤良、张宜步、张实杰、张荣森、张柱国、张晓冰、张清化、张强生、张献奎、张雷平、张德贵、张耀祠、陈云中、陈兴畴、陈克功、陈青山、陈炎清、陈绍昆、陈福章、林毅、林乃清、林胜国、范朝福、范普权、范富山、郁文、罗文、罗平、罗杰、罗元炘、罗文华、国林之、金振钟、周九银、周吉一、周庆鸣、周志飞、周时源、周建平、周浣白、郑国、郑本炎、宗凤洲、官俊亭、胡立信、胡贤才、胡尚礼、郝盛旺、南萍、茹夫一、赵峰、赵北源、赵华青、赵复兴、赵鹤亭、钟池、钟贤文、段士楷、段志清、姜林东、贺明、秦光远、桂生芳、耿道明、袁意奋、莫春和、聂济峰、栗彬成、贾瑞、顾鸿、夏伯勋、柴书林、柴启琨、钱春华、铁瑛、徐信、徐文礼、徐立行、徐明德、殷承祯、郭强、郭玉峰、高林、高文智、高占杰、高先贵、涂学忠、涂通今、黄烽、黄萍、曹诚、曹宇光、曹孟朴、龚兴业、龚兴贵、戚先初、常勇、常仲连、常树人、康烈功、麻志皓、梁天喜、梁中玉、彭飞、董家龙、蒋润观、程坤源、智生元、焦玉山、曾传芳、曾昭墟、曾鉴修、谢国仪、靳来川、路遐、解长林、慕湘、裴宗澄、廖明、廖步云、廖昌金、谭天哲、翟毅东、熊梦飞、黎原、黎新民、颜文斌、颜吉连、颜青云、戴克林、戴克明、戴金川、魏佑铸、瞿道文
此后，又有3位中国人民解放军将领被授予或由大校军官晋升为少将军衔，他们是
- 李如洪（1964年4月13日授予）
- 巫金峰（1964年10月30日由大校晋升）
- 吕展（1965年1月由大校晋升）

## 特殊的开国大校
开国大校不像开国元帅、大将、上将、中将、少将分别由总政干部部统一排名。资历最深的一些开国大校：
- 徐介藩（1901－1983），安徽省固镇人，1923年入团，黄埔3期毕业后，转学飞行，1926年入党，同年赴苏学飞行。1948年从苏联回国。1955年授衔时任哈军工装甲兵工程系主任。1961年晋升为少将。
- 周时源（1914－1974），安徽省金寨人，1929年参加红军，1930年入团，同年转党。曾任红四方面军第十一师师长，抗战时新四军第六支队副参谋长兼三团团长，第二次国共内战时期辽吉军区保安第一旅团长。1955年授衔时任广东西江军分区司令员，授大校军衔，1964年晋升为少将。是荣获一级八一勋章的两名开国大校之一、获得二级独立自由勋章、三级解放勋章，即在红军时期、抗战时期、第二次国共内战时期分别担任师级、旅级、团级职务。
- 罗厚福（1909－1975），湖北省黄安人。1929年参加革命，1930年参加红军，同年入党。红军时期任鄂东北道委第三路游击师师长，坚持南方三年游击战争。抗战时期，任新四军第五师第十四旅旅长，特务旅旅长，军分区司令员等职。第二次国共内战时期，任江汉军区副司令员，鄂西北军区副司令员，中原军区独立旅副旅长等职。1955年授衔时任湖北军区副参谋长。1被授予一级八一勋章、一级独立自由勋章、一级解放勋章，是唯一以大校军衔获得三枚一级勋章的干部。全军获得三枚一级勋章者仅144人。
- 杨宗胜（1906－1981）。湖南汨罗人。1926年参加革命。1930年红三军团攻打长沙时他当向导并加入红军，1930年入党。红军时期任红六军团第18师供给部长，抗战时期任八路军第359旅供给部部长、湘东军分区司令员。第二次国共内战时期任吕梁军区后勤部部长、一野第一兵团后勤部政委。1955年授衔时任总后马场管理局局长。后曾任新疆军区生产建设兵团党委常委、副参谋长、副司令员，新疆自治区政协副主席。
- 张力雄，1955年三位正军职授予开国大校之一。时任第13军政委。
- 梁金华，1955年三位正军职授予开国大校之一。时任第24军代军长
- 刘暄，1955年三位正军职授予开国大校之一。时任第60军政委

女性开国大校只有三人
- 毛诚：1955年授衔时任解放军联络部副部长
- 肖月华（1910－1983），随中央红军走完长征。1960年从地方调回部队离职休养，由中央军委、总政治部特批，按正师级授予大校军衔。1982年初，由正师级调整为副军级离休。1983年11月，在广州军区总医院病逝。[1]
- 林月琴：1961年授衔。是罗荣桓元帅的夫人。

最年轻的开国大校：王金泉（1923年7月23日－2020年9月10日），直隶（今河北省）安国县南里河村人。1939年2月参加八路军，同年在抗大二分校入党。1949年为第67军团政委、师政治部主任、副师长兼参谋长（28岁）。后任第67军政委、济南军区参谋长、副司令员、成都军区副司令员。
羌族开国大校：何雨农。